# 도미야촌
도미야촌(富屋村)은 도치기현 가와치군에 설치되었던 촌이다. 현재의 우쓰노미야시에 해당한다.

## 역사
- 1889년 4월 1일 - 정촌제 시행에 의해 가와치군 도미야촌이 성립하였다.
- 1954년 11월 1일 - 시로야마촌, 구니모토촌, 도요사토촌, 시노이촌의 일부와 함께 우쓰노미야시에 편입해 소멸하였다.

## 교통

### 철도
- 야슈인궤철도→우쓰노미야 궤도운수→우쓰노미야 이시무라궤도→도부철도 오타니 궤도선

### 도로
- 닛코 가도

## 참고문헌 =
- 『栃木県町村合併誌 第三巻上』 栃木県、1956年3月。
- 塙静夫『うつのみやの地名と歴史散歩』下野新聞社、2015年9月11日、263頁。ISBN 978-4-88286-594-0。
- 富屋史研究会 編『目で見る富屋の歴史』宇都宮市立富屋公民館、1997年9月30日、37頁。全国書誌番号:97069828